# 음뽀챠무
음뽀챠무는 유튜브 채널 '可哀想に!'에 업로드 되는 비정기적 애니메이션 시리즈이다.
음뽀챠무와 키미마로의 일상과 우정 이야기이다.
https://twitter.com/npochamu_

## 제작자
2020년 7월 일본에서 만들어진 유튜브 채널 '可哀想に!'는 2022년 5월 26일 기준 41.5만명의 구독자를 보유하고 있고 총 조회수는 104,153,985회이다. 쇼츠 형태의 짧은 영상을 올리며 업로드한 모든 영상의 길이가 5분을 넘지 않는다. 
애니메이션 시리즈나 일상 에피소드를 업로드 한다.
https://www.youtube.com/channel/UCe4fPeOTzh6ZXUOthA_YL-A/featured
https://twitter.com/onkun_suko

## 등장인물
키미마로는 음뽀챠무의 친구이다. 조금 분위기를 깨지만, 엄청 좋은 친구다.

## 줄거리

### 음뽀챠무 1화
https://youtu.be/isiRBJ-wTsQ
음뽀챠무와 키미마로의 일상. 키미마로에게 무언가를 열심히 말하고 있는 음뽀챠무. 그런 음뽀챠무에게 키미마로는 무거운 분위기로 어떤 말을 한다.

### 음뽀챠무 2화
https://youtube.com/shorts/wVmMs4TNVHw?feature=share
환승 13번을 거치며 놀이공원에 도착한 음뽀챠무와 키미마로. 힘들게 도착했는데 어린이 티켓은 마카롱으로 살 수 없다. 심지어 티켓은 예약제이며 전자티켓이다. 큰 충격을 받은 음뽀챠무를 나무라는 키미마로. 과연 음뽀챠무와 키미마로는 놀이공원에 들어갈 수 있을까?

### 음뽀챠무 3화
https://youtube.com/shorts/onFlKZ58M5M?feature=share
음뽀챠무가 만든 퀴즈를 말해주려고 키미마로를 불렀다. 그러나 음뽀챠무가 너무 늦어버린 상황이다. 음뽀챠무와 키미마로의 우정을 다룬 내용이다.

### 음뽀챠무 4화
음뽀챠무는 죽음을 연상시키는 4를 절대 말하지 않기 때문에 4화는 없다. 4는 한자 '죽을 사(死)'와 발음이 같기 때문이다.

### 음뽀챠무 5화
https://youtube.com/shorts/hOI-1ZCJl6M?feature=share
키미마로를 위한 생일 서프라이즈를 준비한 음뽀챠무. 그런데 오늘은 키미마로의 생일이 아니다! 과연 음뽀챠무의 서프라이즈는 성공할 수 있을까?
1. ↑  음뽀챠무의 트위터 계정. 애니메이션 내용과는 다른 에피소드가 그림으로 업로드된다. 그림에 대한 설명은 없다. 주로 납치당하거나 감옥에 들어간 음뽀챠무를 키미마로가 구출하는 내용이다.
2. ↑  일러스트레이터이다.
3. ↑  '可哀想に!'(카와이소니)는 '불쌍하게!'라는 뜻이다.
4. ↑  可哀想に! 유튜브 채널
5. ↑  可哀想に! 트위터 계정